# Eyrans
Eyrans är en kommun i departementet Gironde i regionen Nouvelle-Aquitaine i sydvästra Frankrike. Kommunen ligger i kantonen Saint-Ciers-sur-Gironde som tillhör arrondissementet Blaye. År 2022 hade Eyrans 755 invånare.

## Befolkningsutveckling
Antalet invånare i kommunen Eyrans
Referens:INSEE